# Lucilla (djur)
Lucilla är ett släkte av snäckor som beskrevs av R.T. Lowe 1852. Lucilla ingår i familjen Helicodiscidae.
Släktet innehåller bara arten Lucilla singleyana.